# Organització del Tractat de Cooperació Amazònica
L'Organització del Tractat de Cooperació Amazònica (abreujat OTCA) és un organisme intergovernamental constituït per vuit països membres: Bolívia, Brasil, Colòmbia, Equador, Guyana, Perú, Surinam i Veneçuela i és l'únic bloc sòcioambiental de països dedicat a l'Amazònia.

## Història
L'OTCA és instituïda com a conseqüència del Tractat de Cooperació Amazònica (TCA) signat el 3 de juliol de 1978. Els objectius del tractat són la preservació del medi ambient i l'ús racional dels recursos naturals de l'Amazònia. El 1995, els vuit països membres van decidir crear l'OTCA i el 2003 van establir a Brasília la Secretaria Permanent de l'OTCA per a enfortir i implementar els objectius del Tractat.
L'OTCA té la convicció que l'Amazònia constitueix una reserva estratègica i que les seves particularitats la fan única i una de les més riques del planeta. Un dels objectius fonamentals de l'OTCA, és impulsar el desenvolupament harmònic de la Regió Amazònica, per mitjà de la coordinació, desenvolupament, promoció i execució de programes, projectes i activitats. Les àrees d'acció que els països han definit per a treballar, van íntimament lligades als tresors que l'Amazònia posseeix i la necessitat de conservar-los i procurar la seva gestió integral.

## Eixos de treball

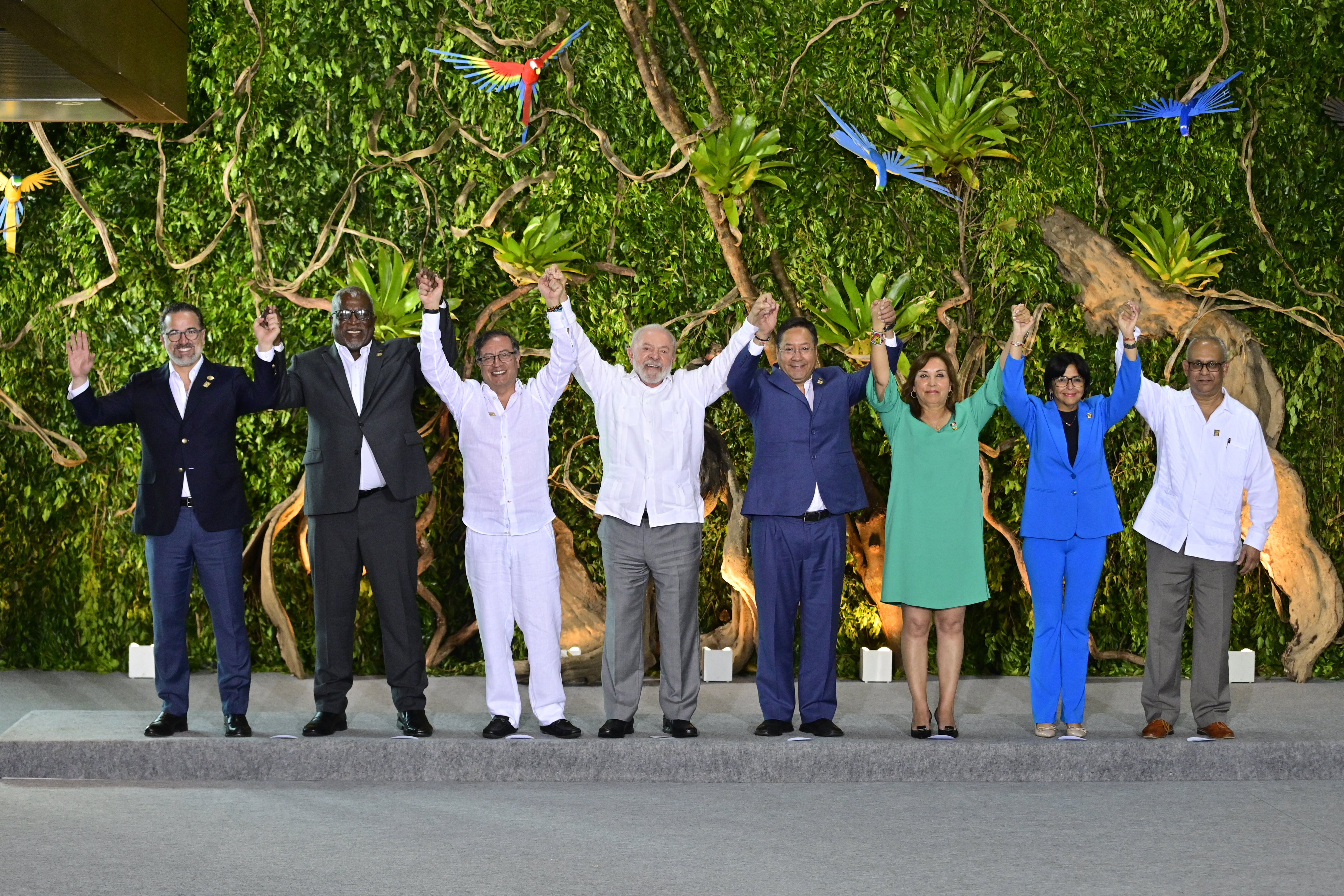
IV Cimera de l'OCTA, celebrada a Belém (2023).

Entre els seus principals eixos de treball es troben:
- La protecció, conservació i gestió sostenible dels boscos i de la biodiversitat.
- La inclusió i participació dels pobles indígenes i comunitats tribals en la gestió dels seus recursos i en la protecció dels seus coneixements tradicionals.
- El maneig integrat i l'ús sostenible dels recursos hídrics com a recurs estratègic.
- Millorar la qualitat de vida de les poblacions amazòniques i promoure-hi accions inclusives que millorin la salut a la regió.
- Gestió del coneixement i intercanvi d'informació.
- Accions conjuntes per a fer front als impactes del canvi climàtic a la regió.

Per a aquest treball i execució conjunta d'accions, els països estan compromesos financerament, no obstant això, per poder ampliar i millorar l'abast de les seves actuacions, l'OTCA busca finançament amb aliats i socis estratègics, per a generar un impacte major amb efectes multiplicadors per als seus habitants i per a la naturalesa.
L'Agenda 2030 per al Desenvolupament Sostenible, entre altres acords internacionals, són elements que s'integren en les accions definides com a part de l'estratègia en el treball de l'OTCA.

## Estats membres
|  | - Bolívia - Brasil - Colòmbia - Equador - Guyana - Perú - Surinam - Veneçuela |